# Europavej E12
E12 er en europavej der begynder i Mo i Rana i Norge og ender i Helsinki i Finland med en samlet længde på omkring 910 kilometer. Undervejs går den blandt andet gennem Storuman, Lycksele, Umeå ...(færge)... Vaasa, Tampere og Hämeenlinna.